# Horacio Cartes
Horacio Manuel Cartes Jara (ur. 5 lipca 1956 w Asunción) – prezydent Paragwaju w latach 2013–2018, przedsiębiorca, prezes klubu piłkarskiego Club Libertad. Kandydat Partii Colorado na urząd prezydenta podczas wyborów w 2013. Był jednym z właścicieli koncernu tytoniowego "Tobacco del Paraguay SA".
Jest zwolennikiem tradycyjnej paragwajskiej rodziny, zaś członków społeczności LGBT porównał w jednej z wypowiedzi do małp. Innym razem powiedział, że strzeliłby swojemu synowi w jądra, jeśli dowiedziałby się, iż jest homoseksualistą.
21 kwietnia 2013 wygrał wybory prezydenckie w Paragwaju zdobywając 45,91% głosów. Urząd objął 15 sierpnia 2013 roku. Pełnił go do 15 sierpnia 2018.